# Bertshult
Bertshult  är en bebyggelse söder om Härryda i Härryda kommun.  Bebyggelsen klassades av SCB 2020 som en småort.